# Щипачево (Ивановская область)
 Щипачево — деревня в Ивановском районе Ивановской области. Входит в состав Тимошихского сельского поселения.

## География
Находится в центральной части Ивановской области на расстоянии приблизительно 20 км на восток-северо-восток по прямой от вокзала станции Иваново.

## История
В 1859 году здесь (тогда деревня Шуйского уезда Владимирской губернии) было учтено 14 дворов.

## Население
Постоянное население составляло 54 человека (1859 год), 11 в 2002 году (русские 91 %), 4 в 2010.